# Hlinsko (hradiště)
Hlinsko je ostrožní hradiště ležící v poloze Nad Zbružovým severně od stejnojmenné vesnice v okrese Přerov. Památkově chráněná lokalita byla systematicky zkoumána archeologem Jiřím Pavelčíkem v letech 1967–1991. Bylo zde zjištěno osídlení kultury s nálevkovitými poháry a kultury s kanelovanou keramikou. Hradiště bylo pravděpodobně významným výrobním a obchodním centrem, je doloženo zpracování kamenné industrie a byl také prozkoumán těžební areál v bezprostřední blízkosti sídliště. 